# Baltoji Vokė
Baltoji Vokė (ryska: Балтойи Воке) är en ort i Litauen. Den ligger i den sydöstra delen av landet, 11 km sydväst om huvudstaden Vilnius. Baltoji Vokė ligger 141 meter över havet och antalet invånare är 1 071.
Terrängen runt Baltoji Vokė är platt, och sluttar västerut. Runt Baltoji Vokė är det ganska glesbefolkat, med 43 invånare per kvadratkilometer. Närmaste större samhälle är Vilnius, 11,1 km nordost om Baltoji Vokė. Omgivningarna runt Baltoji Vokė är en mosaik av jordbruksmark och naturlig växtlighet.